# Čchen Šan
Čchen Šan (čínsky pchin-jinem Chén Shān, znaky 陳山, 1365–1434) byl čínský politik říše Ming. Za vlády císaře Süan-te byl roku 1427 jmenován velkým sekretářem, v úřadě zůstal dva roky.

## Jméno
Čchen Šan používal zdvořilostní jméno Po-kao (čínsky pchin-jinem Bógāo, znaky 伯高).

## Život
Čchen Šan pocházel z okresu Ša (v dnešní prefektuře San-ming) v provincii Fu-ťien. Roku 1393 složil provinční zkoušky a získal hodnost ťü-žen. Postupně se z nevýznamných úředních míst propracoval až na ministerstvo daní. Roku 1427 ho císař Süan-te jmenoval velkým sekretářem, ale už po dvou letech byl odvolán. Zemřel roku 1434.